# Fennimore och Gerda

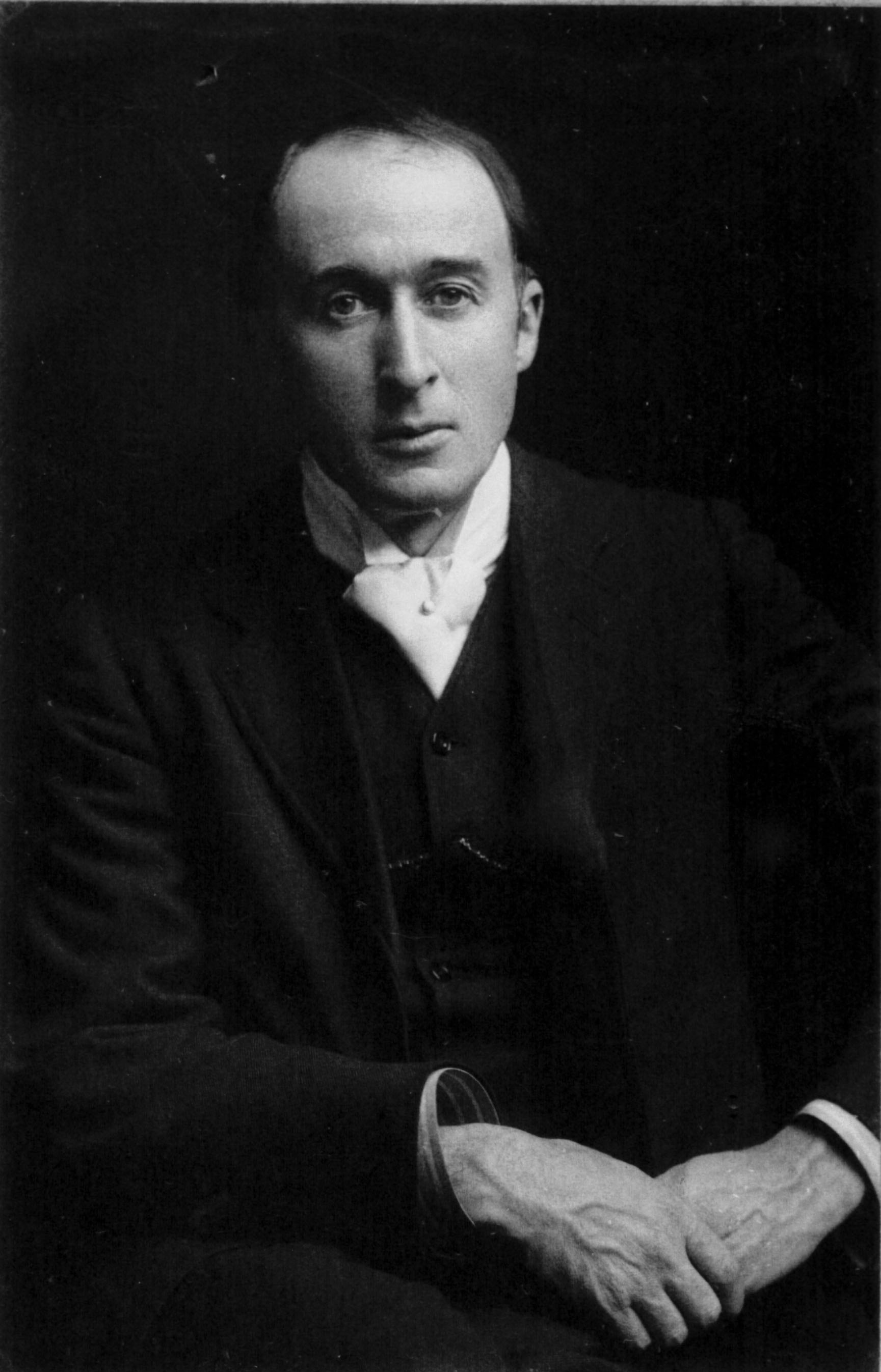
Frederick Delius.

Fennimore och Gerda (tyska: Fennimore und Gerda) är en tyskspråkig opera i elva tablåer med musik av den engelske tonsättaren Frederick Delius. Librettot på tyska av tonsättaren bygger på romanen Niels Lyhne av den danske författaren Jens Peter Jacobsen.

## Historia
Delius kände sig starkt befryndad med skandinavisk kultur. Bland hans sånger finner man texter av Holger Drachmann, Bjørnstjerne Bjørnson, Jens Peter Jacobsen och H.C. Andersen. Delius började arbetet med operan 1908 och den färdigställdes 1910. Premiären, som var tänkt för Kölnoperan, fick uppskjutas på grund av det första världskriget. Först den 21 oktober 1919 uruppfördes verket på Opernhaus i Frankfurt. I Delius hemland England uppfördes den inte förrän 1968 och den danska publiken kunde stifta bekantskap med operan vid en konsert i Danmarks Radio 1976.

## Roller
- Fennimore (sopran)
- Gerda (sopran)
- Niels Lyhne (baryton)
- Erik Refstrup (tenor)
- Konsul Claudi (bas)
- Konsulinnan Claudio, Fennimores mor (alt)
- En kvinnlig gäst (sopran)
- En idrottsman (bas)
- Ett kommunalråd (bas)
- En lärare (bas)
- Konsul Skinnerup, Gerdas far (bas)
- Ingrid, Lila och marti, Gerdas systrar (sopraner)

## Handling
Författaren Niels Lyhne och målaren Erik Refstrup har båda förälskat sig i sin kusin Fennimore. Vid ett besök hos familjen förklarar Erik henne sin kärlek, och då Niels blir vittne till hur de omfamnar varandra i trädgården förstår han att han har förlorat.
Erik och Fennimore gifter sig men äktenskapet blir inte lyckligt och Erik har blivit drinkare. Han saknar sin vän Niels och sänder bud efter honom, men situationen blir inte bättre. Då Erik har farit till Ålborg för att roa sig blossar Niels och Fennimores gamla kärlek upp, men Fennimore får bud om att Erik har omkommit i en trafikolycka och grips av ånger. Hon stänger Niels ute från sitt hus. Tre år senare har Niels övertagit sitt barndomshem. Han besöker konsul Skinnerup på hans lantegendom, där han friar till den äldsta dottern i huset, Gerda, och får familjens välsignelse.